# Нагорное (Северо-Казахстанская область)
Нагорное (каз. Нагорное) — село в Тайыншинском районе Северо-Казахстанской области Казахстана. Входит в состав Чермошнянского сельского округа. Код КАТО — 596069480.

## История
Село основано в 1936 году для спецпоселенцев из лиц немецкой и польской национальностей, высланных с Волыни.

## Население
По данным на 1989 год население села составляло 1111 человек, из них 79 % — немцы.
В 1999 году население села составляло 417 человек (213 мужчин и 204 женщины). По данным переписи 2009 года в селе проживало 278 человек (141 мужчина и 137 женщин).